# Maja Hill
Maja Hill (nacida en Maja Dzartovska el 26 de enero de 1976) es una artista macedonia. 
Hill nació en Skopje, Yugoslavia (ahora Macedonia del Norte ) en 1976, actualmente trabaja y vive en el Reino Unido. Si bien su obra consiste en gran parte en pinturas al óleo, sobre todo retratos y paisajes urbanos, es conocida por trabajar en una amplia gama de disciplinas artísticas. Ha realizado numerosas exposiciones en los Balcanes e internacionalmente, incluyendo Londres, Nueva York y París. 
En sus pinturas presenta la ciudad, la gente y todo lo que sucede en las calles y aceras. Hill (entonces Maja Dzartovska) se graduó en la Academia de Bellas Artes en la clase del profesor Simon Semov en la Universidad Santos Cirilio y Metodio de Skopie, Skopje 1999. 
Ganó el premio al retrato en la exposición anual de la Sociedad Nacional de Artistas Macedonios (DLUM) en el 2000.  Celebró su primera exposición individual abierta en la Galería de la Ciudad Skopje en el otoño de ese año. Consistía en 70 pinturas. A partir de aquí, Hill desarrolló su carrera como artista, principalmente a través de encargos de retratos, pero también a través de otros proyectos relacionados con el arte, como el libro de arte y la colaboración en un proyecto de las Naciones Unidas para impartir capacitación artística a niños romaníes (gitanos) desfavorecidos.  
Hill pinta óleo sobre lienzo a menudo, pero también hace mosaicos, frescos y animación por computadora. Son típicos de su trabajo los retratos y paisajes caracterizados por su gran hiperrealismo.  La artista se graduó en la Facultad de Bellas Artes de Skopje. Continuó su educación en la Universidad de Southampton y ha realizado diez exposiciones individuales en Nueva York, Londres, París, etc. También ha participado en numerosas exposiciones colectivas.
En el 2002 se mudó a París para ingresar en la Cité internationale des arts y exponer y trabajar en la ciudad. Luego, Hill se mudó nuevamente al Reino Unido para realizar su postgrado retomando su interés en el desarrollo de la animación y el arte digital interactivo. 
Hill vive ahora en el Reino Unido y expone allí y en Europa; también ha trabajado en la creación de imágenes digitales en 3-D bajo los auspicios del Proyecto Laberinto, Little Louise y una variedad de proyectos de animación en 2-D. 